# Haematopota hanzhogensis
Haematopota hanzhogensis är en tvåvingeart som beskrevs av Xu, Li och Yang 1987. Haematopota hanzhogensis ingår i släktet Haematopota och familjen bromsar. Inga underarter finns listade i Catalogue of Life.